# نویهاوس-شیرشنیتس
نویهاوس-شیرشنیتس (به آلمانی: Neuhaus-Schierschnitz) یک شهر در آلمان است که در Sonneberg واقع شده‌است. نویهاوس-شیرشنیتس ۳٬۳۵۸ نفر جمعیت دارد.